# 水声社
株式会社水声社（すいせいしゃ）は、日本の出版社。フランス文学を軸に、幻想文学などの作品や評論の翻訳などを出版する。

## 沿革
雑誌『幻想と怪奇』や国書刊行会の『世界幻想文学大系』の編集に関わった鈴木宏が、1981年（昭和56年）に神奈川県横浜市港北区で、「株式会社書肆風の薔薇（しょしかぜのばら）」として創業し、社長に就任。
その後は移転を重ね、1991年（平成3年）に現社名に改称、2000年（平成12年）に東京都文京区小石川に移転し、平成29年には東京都文京区小石川の別のビルに移転した。
1997年（平成9年）出版のフレデリック・ヴィトゥー作、権寧訳『セリーヌ伝』と、2007年（平成19年）出版のエレアザール・メレチンスキー作、津久井定雄、直野洋子訳『神話の詩学』で、日本翻訳出版文化賞を2度受賞。2012年（平成24年）出版のユーリウス・ハンス・シェプス作、鈴木隆雄ほか訳『ユダヤ小百科』では、日本翻訳出版文化賞翻訳特別賞を受賞した。

## 出版物
特徴あるシリーズとして、ルドルフ・シュタイナーの著作の翻訳多数と研究書などを含む「神秘学叢書」、「ロスミスティカ叢書」を刊行している。「記号学的実践叢書」は、ジェラール・ジュネット の翻訳多数を含むフランス系の記号学研究書シリーズである。また、ラテンアメリカ文学作品を集めた「アンデスの風叢書」では、ホルヘ・ルイス・ボルヘス、アレホ・カルペンティエル、オクタビオ・パス、フリオ・コルタサル、フアン・ルルフォ、ガブリエル・ガルシア＝マルケス、カルロス・フエンテスなどの作品が取り上げられている。
特定作家の作品シリーズとして、マルキ・ド・サド、オノレ・ド・バルザック、ヴィクトル・セガレン、ミハイル・バフチン、ヘンリー・ミラー、中村真一郎などを取り上げている。「中村真一郎の会」を運営している。
PR誌『月刊水声通信』の記事は、公式ホームページにて一部公開されている。
また現代の海外文学を収める叢書としては「フィクションの楽しみ」や「フィクションのエル・ドラード」などがある。
異色のシリーズとして、吉田豪、植地毅、大西祥平らが参加した『マンガ地獄変』シリーズが1996年から1998年に刊行された。